# 马拉特·努里耶夫
马拉特·阿卜杜勒哈耶维奇·努里耶夫（羅馬化：Marat Abdulkhayevich Nuriyev；1966年5月14日—）是俄罗斯政治人物，第八届国家杜马代表。
努里耶夫于2002年加入统一俄罗斯党。2005年至2012年，他担任喀山市杜马第一届、第二届和第三届代表。2019-2021年，努里耶夫担任鞑靼斯坦共和国国家议会代表。他于2021年9月卸任，担任第八届国家杜马代表。

## 制裁
努里耶夫于2022年因俄乌战争而受到欧盟制裁。